# Escudo de Islas Feroe
El escudo de las Islas Feroe  se ha documentado en una silla del siglo XV localizada en Kirkjubøur, una población de la isla Streymoy. Posteriormente, el símbolo del carnero se ha utilizado como sello del Løgting que entonces era el término que se refería al tribunal de justicia de las islas.

Blasonamiento:

En campo de azur, un carnero pasante de plata, linguado de gules, cornado y pezuñado de oro.

Este escudo dejó de utilizarse al abolirse el Løgting en 1816 y pese a que fue restablecido en 1852 no se recuperó. Después de la concesión de una amplísima autonomía a las Islas Feroe tras la II Guerra Mundial se recuperó en 1948 el símbolo del carnero a iniciativa del gobierno de las islas.
La versión actual del escudo de las Islas Feroe se aprobó el 1 de abril de 2004, su diseño es más semejante al símbolo del carnero encontrado en Kirkjubøur que la versión anterior. En este escudo figura, en un campo de azur un carnero pasante de plata, linguado de gules y armado de oro.
- Datos: Q207296
- Multimedia: Coats of arms of the Faroe Islands / Q207296